# Fridtjovhamna
Fridtjovhamna est une baie norvégienne située sur le Spitzberg au Svalbard. Elle sur la côte nord du fjord Van Mijenfjorden à environ 2 km à l'est du détroit  Akselsundet , au sud-ouest de Terre de Nordenskiöld. La baie est délimitée à l'ouest par la presqu'île d'Hamnodden et, à l'est par le Kapp Schollin. La baie est bordée à l'ouest par la montagne Ingeborgfjellet et le Sundhogda situé à moins d'un kilomètre de la baie culmine à 452 m, tandis que l'est est plat, l'altitude la plus élevée (207m) est déjà au niveau du glacier Fridtjovbreen. C'est d'ailleurs dans cette baie que se jette le glacier. La baie est située dans le Parc national de Nordenskiöld Land.